# 2021年多倫多影評人協會獎
第25屆多倫多影評人協會獎（The 25th Toronto Film Critics Association Awards）是多倫多影評人協會以茲獎勵2021年電影的獎項，於2022年1月16日由協會成員投票得出結果，2月23日公布特別獎得主。羅傑斯最佳加拿大電影獎的最終入圍名單於1月16日公布，於3月7日的頒獎典禮上宣布得主。
濱口龍介執導的日本電影《驾驶我的车》與瑪姬·吉倫荷首次執導的《失去的女兒》均獲得三項獎座肯定。

## 獲獎名單

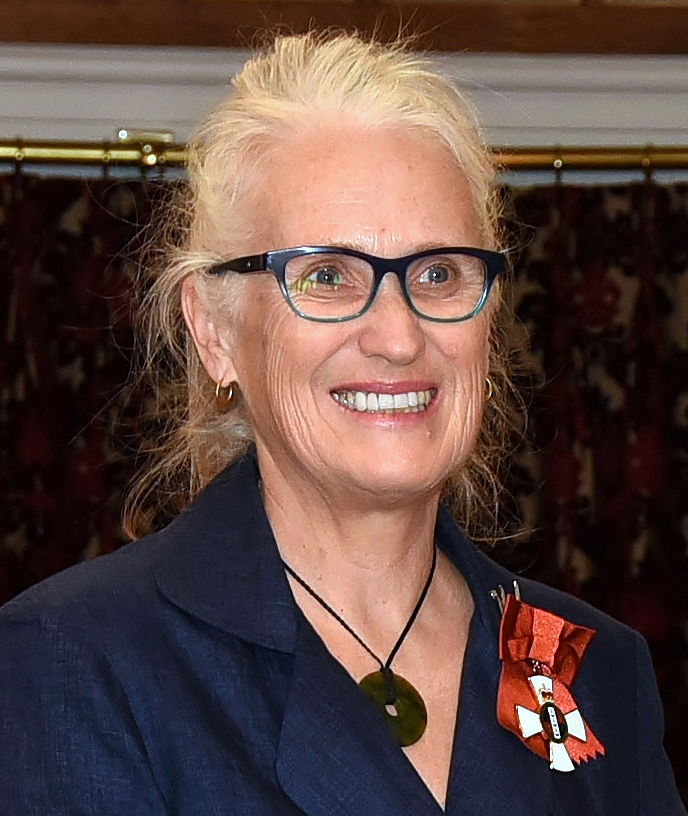
最佳導演：珍·康萍

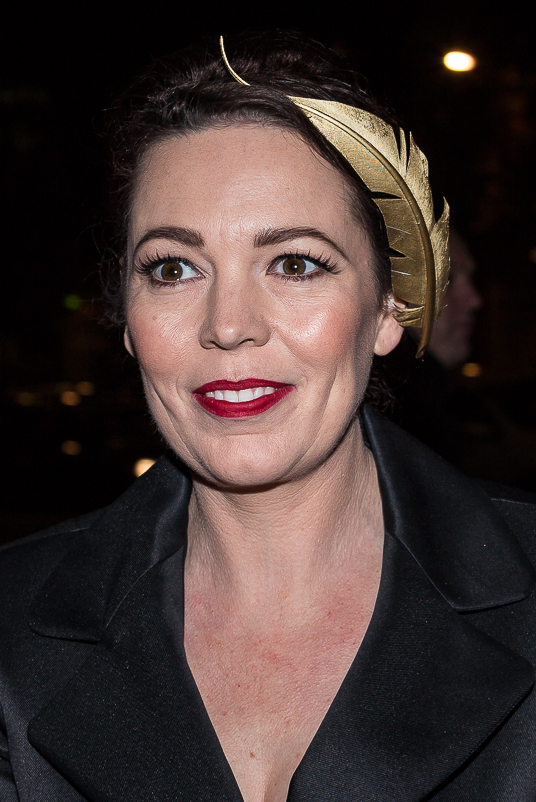
最佳女主角：奧莉薇雅·柯爾曼

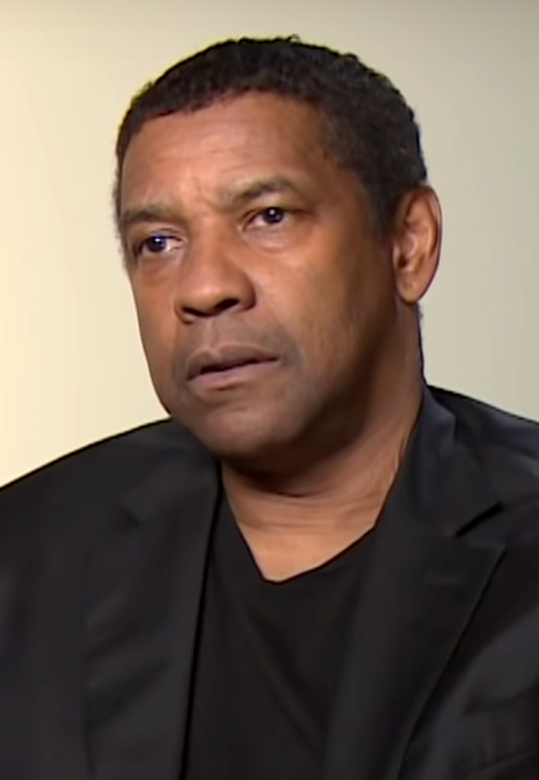
最佳男主角：丹泽尔·华盛顿

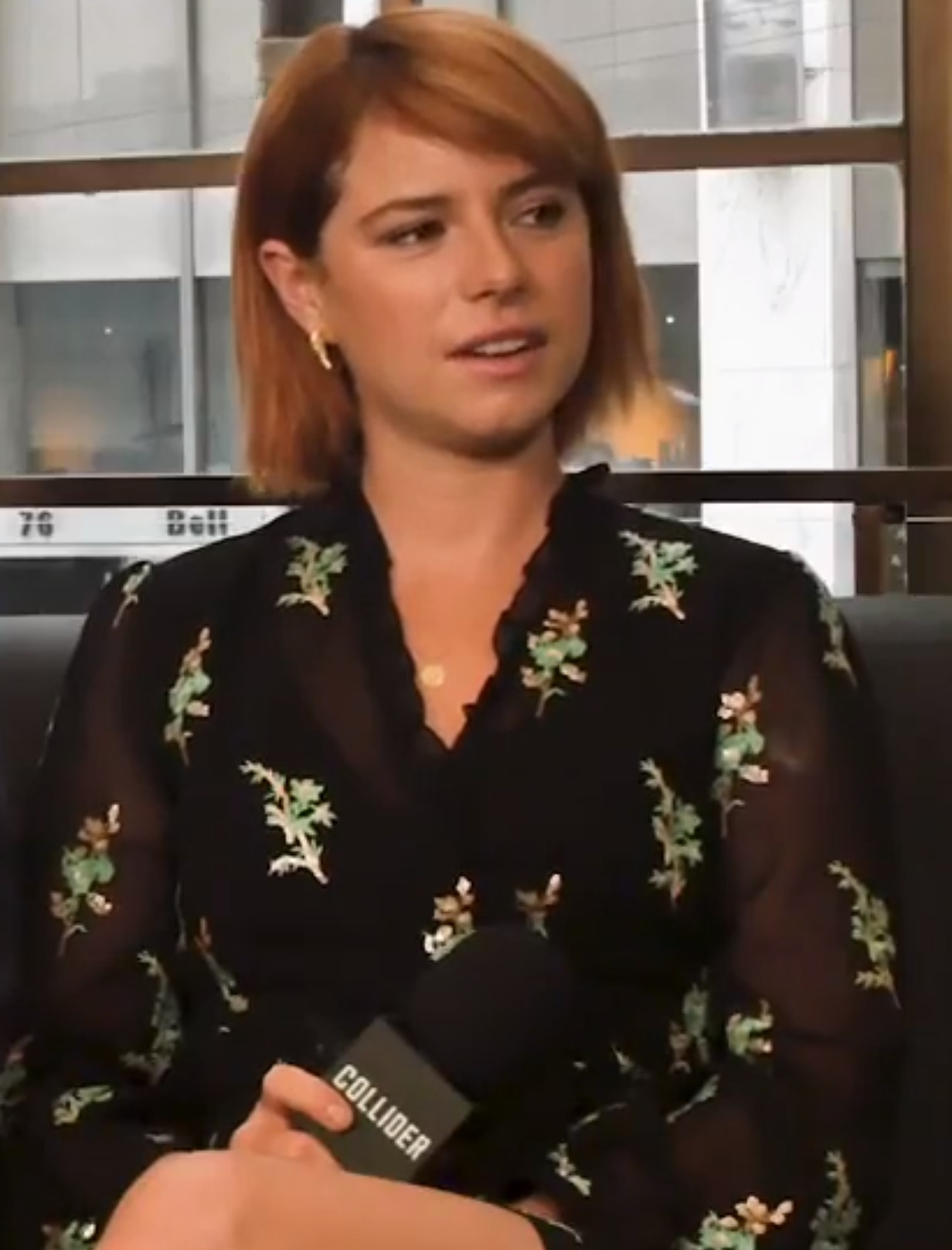
最佳女配角：傑西·伯克利

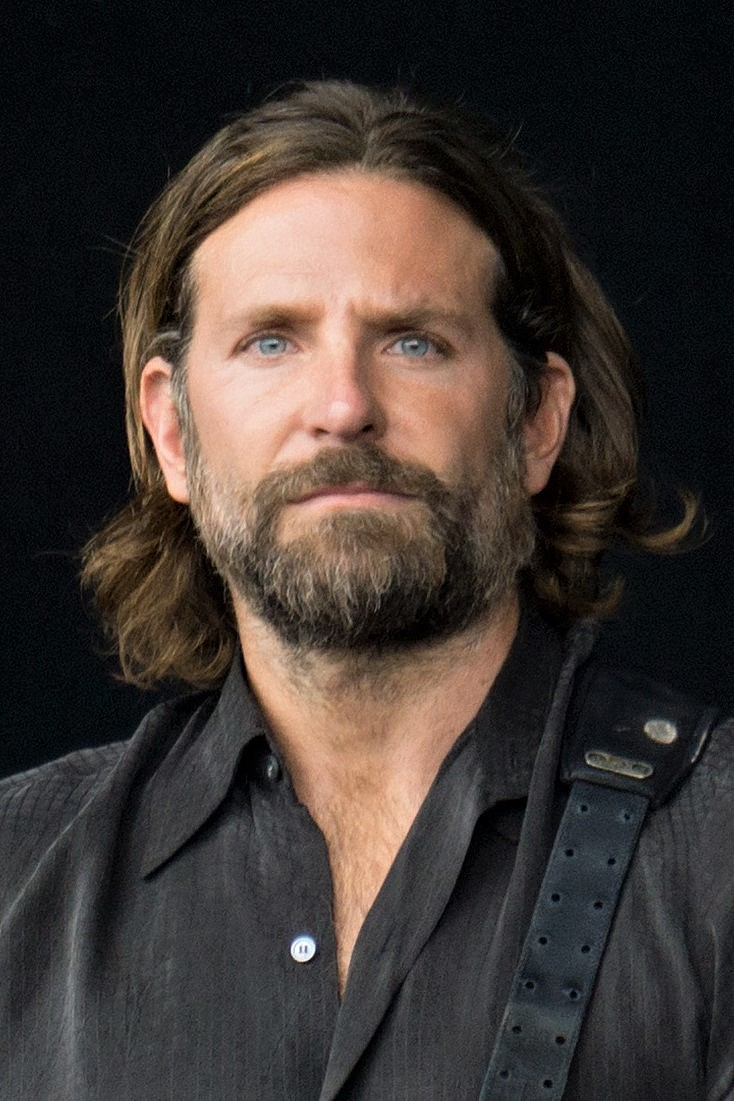
最佳男配角：布萊德利·庫柏

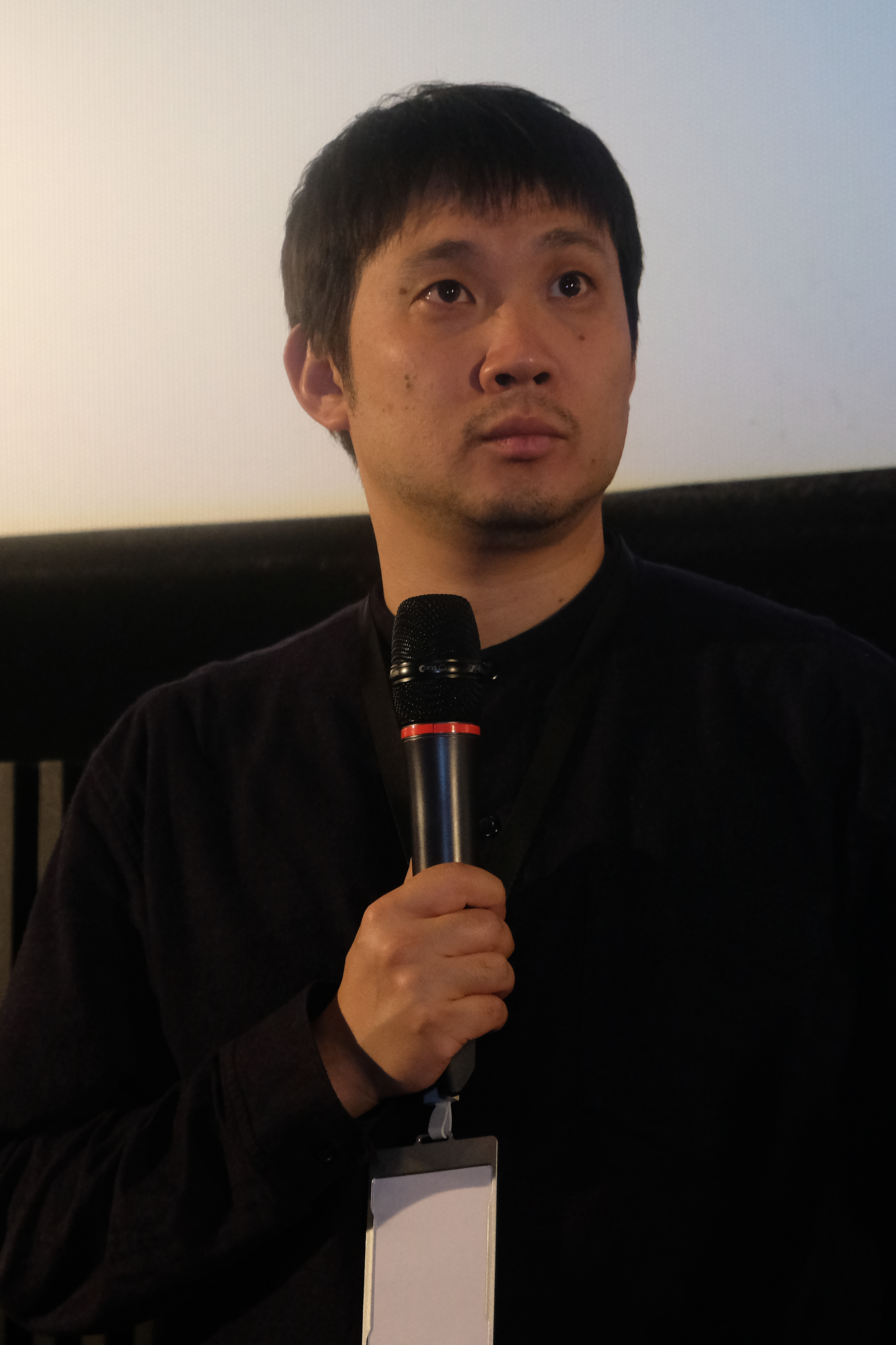
最佳劇本：濱口龍介

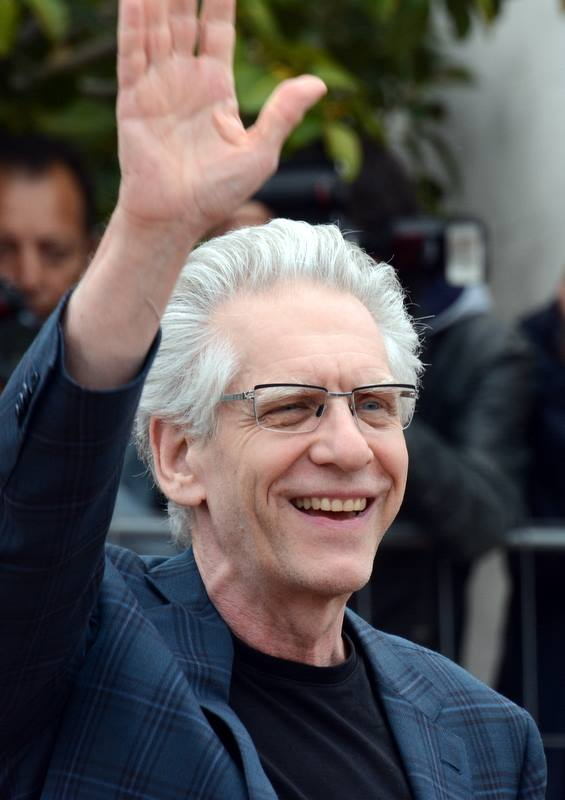
克萊德·吉爾莫獎：大衛·柯能堡

### 最佳影片
- 《驾驶我的车》
亞軍：
  - 《甘草比萨》
  - 《犬山記》

### 羅傑斯最佳加拿大電影獎
- 《小豆的旅程（英语：Beans (2020 film)）》
亞軍：
  - 《夜襲者（英语：Night Raiders (2021 film)）》
  - 《士嘉堡的孩子（英语：Scarborough (2021 film)）》

### 最佳導演
- 《犬山記》珍·康萍
亞軍：
  - 《驾驶我的车》濱口龍介
  - 《沙丘》丹尼斯·维勒弗

### 最佳女主角
- 《失去的女兒》奧莉薇雅·柯爾曼
亞軍：
  - 《平行母親》佩内洛普·克鲁兹
  - 《史賓賽》克莉絲汀·史都華

### 最佳男主角
- 《馬克白》丹泽尔·华盛顿
亞軍：
  - 《犬山記》班奈狄克·康柏拜區
  - 《倒數時刻》安德魯·加菲爾德

### 最佳女配角
- 《失去的女兒》傑西·伯克利
亞軍：
  - 《犬山記》克絲汀·鄧斯特
  - 《白色通行證（英语：Passing (film)）》露絲·奈嘉

### 最佳男配角
- 《甘草比萨》布萊德利·庫柏
亞軍：
  - 《贝尔法斯特》希朗·漢德
  - 《犬山記》寇帝·史密-麥菲

### 最佳劇本
- 《驾驶我的车》濱口龍介、大江崇允
亞軍：
  - 《甘草比萨》保羅·湯瑪斯·安德森
  - 《犬山記》珍·康萍

### 艾倫·金紀錄片獎
- 《靈魂樂之夏》
亞軍：
  - 《漂浪人生》
  - 《優雅與殘酷之間：The Velvet Underground（英语：The Velvet Underground (film)）》

### 最佳國際劇情片
- 《驾驶我的车》
亞軍：
  - 《小媽媽》
  - 《世界上最糟糕的人》

### 最佳動畫片
- 《漂浪人生》
亞軍：
  - 《奇幻魔法屋》
  - 《米家大戰機器人》

### 最佳首部劇情片
- 《失去的女兒》
亞軍：
  - 《白色通行證（英语：Passing (film)）》
  - 《豬殺令》
  - 《坐七寶貝（英语：Shiva Baby）》

### 克萊德·吉爾莫獎
- 大衛·柯能堡

### 傑·史考特獎
- 布雷頓·漢納姆（英语：Bretten Hannam）

## 外部連結
- 官方网站